# 1915 (فلم)
1915 هو فيلم من نوع دراما أُصدر في 2015. الفيلم من إخراج وسيناريو Garin Hovannisian ‏.

## القصة
تقع أحداث الفيلم في لوس أنجلوس. بعد مرور مئة عام بالضبط على الإبادة الجماعية الأرمنية التي ارتُكبت في عهد الإمبراطورية العثمانية، يُقدّم المخرج (سيمون أبكاريان) مسرحيةً في مسرح لوس أنجلوس التاريخي تخليدًا لذكرى ضحايا المذبحة. تُجسّد المسرحية زوجته الغامضة (أنجيلا سارفيان) بدور امرأة أرمنية في عام ١٩١٥، تضطر لاتخاذ قرار مأساوي ومثير للجدل سيُغيّر مجرى التاريخ. لن يكون هذا عرضًا عاديًا. فبينما يُحاصر المتظاهرون المسرح قبل بدء العرض، وتُثير سلسلة من الحوادث الغريبة الذعر بين الممثلين (سام بيج، نيكولاي كينسكي) والمنتج (جيم بيدوك)، يبدو أن مهمة سيمون أخطر بكثير مما نعتقد - وأن أشباح الماضي تملأ كل مكان.

## طاقم التمثيل
- جيم بيدوك
- سيمون ابكاريان
- صموئيل بيج
- ديبرا كريستوفرسون [الإنجليزية]‏
- أنجيلا سرافيان
- نيكولاي كينسكي

## الإنتاج
موسيقى الفيلم التصويرية كانت من تأليف سيرج تانكيان.

## وصلات خارجية
- مقالات تستعمل روابط فنية بلا صلة مع ويكي بيانات